# Lilian Lambert
Lilian Lambert (21 februari 1924 - Brussel, 12 juni 2009) was een Belgische danseres, choreografe, regisseur en pedagoge. In 1958 richtte ze in Brussel een dansschool op die internationaal gerenommeerde kunstenaars opleidde: Les Ateliers des arts du spectacle Lilian Lambert.

## Biografie
Lilian Lambert was danseres en oud-student van Tatiana de Zeumé en Olga Preobrajenska. In 1946 richtte ze haar eigen dansgezelschap op, maar ze was vooral bekend om haar rol als leerkracht op het Brusselse podium. In 1958 richtte ze de Ateliers des arts du spectacle (Podiumkunstenworkshops) op, met als doel zowel beginners als ervaren beoefenaars een origineel opleidingsprogramma te bieden dat de verschillende aspecten van de podiumkunsten combineert: klassieke dans, moderne dans, theater, zang, solfège en algemene artistieke vorming.
In zekere zin is deze workshop een voorloper van de Mudra School, opgericht door Maurice Béjart in 1970 en bedoeld voor ervaren dansers. Bovendien was er een directe relatie tussen de Lilian Lambert en Mudra Workshops, vooral met bepaalde docenten die voor beide instellingen werkten, zoals Fernand Schirren en later Maguy Marin.

## Oud-studenten
Onder de oud-studenten die naam hebben gemaakt op het podium na het bijwonen van de Ateliers Lilian Lambert zijn Anne Teresa De Keersmaeker, Diane Broman, Michèle Anne De Mey, Nadi Malengreaux, Jean-Claude Wouters, Christine Versé, Monique Kerkhof, Anne Breuer en Suzon Fuks.
In 1992 richtte Anne Teresa De Keersmaeker, na haar tijd in de Ateliers Lilian Lambert en vervolgens in Mudra, de P.A.R.T.S. School in Brussel op, na de sluiting van deze laatste instelling, deels naar het model van de Ateliers, dit wil zeggen in de multidisciplinaire traditie van de Brusselse podiumkunsten.